# Zubayr Amiri
Zubayr Amiri (* 2. Mai 1990 in Kabul) ist ein afghanischer Fußballspieler. 

## Karriere

### Vereine
Amiri spielte in der Saison 2009/10 für Viktoria Aschaffenburg in der fünftklassigen Hessenliga. Zur Saison 2010/11 wechselte er zum U-23-Team des Bundesligisten Eintracht Frankfurt, das zu der Zeit in der viertklassigen Regionalliga Süd spielte. Bisweilen trainierte er unter Christoph Daum bei der ersten Mannschaft mit, sein Vertrag wurde jedoch nach der Spielzeit nicht fortgeführt. Nach einem halben Jahr ohne Verein, verpflichtete im Dezember 2011 der Regionalligakonkurrent FC Bayern Alzenau den Afghanen. Nach einer kurzen Rückkehr zum mittlerweile viertklassigen Viktoria Aschaffenburg im Jahr 2012 kehrte Amiri noch im selben Jahr wieder zum FC Bayern Alzenau zurück, mit dem er in der Saison 2012/13 in die Hessenliga abstieg. Nach zwei Jahren wechselte er 2014 in die sechstklassige Verbandsliga Hessen zum SC Hessen Dreieich. Mit den Südhessen stieg er zur Saison 2015/16 als Ligaprimus in die Fußball-Hessenliga auf; in der Aufstiegssaison erzielte Amiri zwölf Tore und gab 18 Vorlagen. In der darauffolgenden Saison gelang auch in der Hessenliga der Gewinn der Meisterschaft. Auf einen Aufstieg wurde jedoch verzichtet. Amiri trug mit neun Toren in 24 Spielen wesentlich zur Meisterschaft bei. Auch in der folgenden Saison 2017/18 wurde Hessen Dreieich Meister, diesmal stieg man auch auf. Amiri erzielte in 28 Spielen elf Tore. Seit dem direkten Wiederabstieg als abgeschlagener Tabellenletzter spielte Amiri mit Dreieich wieder in der Hessenliga. Nach dem Rückzug der Herrenmannschaft zur Saison 2022/23 wurde er zusammen mit seinem Nationalmannschaftskollegen Abassin Alikhil erneut in den Kader der zweiten Mannschaft von Eintracht Frankfurt aufgenommen, mit der er ebenfalls in der Hessenliga spielte und in 37 Spielen fünf Tore und sechs Assists erzielte. Hier wurde Amiri zum dritten Mal in seiner Karriere Hessenligameister. Wiederum zusammen mit Alikhil verblieb Amiri zur Saison 2023/24 in der Liga und wechselte zum Hanauer SC 1960.

### Nationalmannschaft
Amiri absolvierte 2011 seine ersten beiden Spiele für die afghanische Fußballnationalmannschaft. Nach vier Jahren Abstinenz aufgrund von beruflichen Verpflichtungen spielt er seit 2015 regelmäßig für Afghanistan. Unter anderem kam er in den Qualifikationsturnieren für die Fußball-Weltmeisterschaften 2018 und 2022 zum Einsatz. Außerdem war er Stammspieler seiner Mannschaft bei den Fußball-Südasienmeisterschaften 2015, bei denen er mit Afghanistan Zweiter wurde. Das zweite seiner beiden Tore während des Turniers erzielte Amiri dabei im Finale gegen Indien, das mit 1:2 nach Verlängerung verloren ging. Bis 2022 absolvierte Amiri 33 Länderspiele (31 von der FIFA anerkannt), in denen er viermal (fünfmal) traf.

## Persönliches
Amiri kam mit zwei Jahren in Folge des afghanischen Bürgerkrieges mit seiner Familie nach Deutschland. Sein Cousin Nadiem ist deutscher Nationalspieler.

## Erfolge
Vereine
- Hessenliga-Meister (3): 2016/17, 2017/18 1 (beide Hessen Dreieich), 2022/23 1 (Eintracht Frankfurt II)
- Hessischer Verbandsliga-Meister: 2014/15 (Hessen Dreieich)

Nationalmannschaft
- Vize-Südasienmeister: 2015